# UPSat
UPSat è stato il primo satellite costruito in Grecia.  
Il satellite, del tipo CubeSat, è stato realizzato dall'Università di Patrasso e dalla Libre Space Foundation ed è stato il primo satellite ad essere dotato di un software libero e un hardware libero. Il lancio è stato effettuato lanciato il 18 aprile 2017 da Cape Canaveral con un razzo vettore Atlas V; il satellite è stato posto a bordo del veicolo spaziale Cygnus e trasferito alla Stazione spaziale internazionale, da cui è stato spostato in orbita bassa il 18 maggio 2017 mediante il Nanoracks CubeSat Deployer.  
Il satellite aveva a bordo un’unità scientifica per la misurazione del plasma, realizzata dall'Università di Oslo. UPSat è stato operativo fino al 25 agosto 2018 ed è rientrato nell’atmosfera il 13 novembre 2018.